# Cyrba algerina
Espèce
Synonymes
- Salticus algerinus Lucas, 1846
- Attus leporinus L. Koch, 1867
- Attus armiger L. Koch, 1867
- Attus diversipes Simon, 1868
- Salticus cephalotes O. Pickard-Cambridge, 1872

Cyrba algerina est une espèce d'araignées aranéomorphes de la famille des Salticidae.

## Distribution
Cette espèce se rencontre en Afrique du Nord, en Europe du Sud, au Moyen-Orient et en Asie centrale.

## Description
Les mâles mesurent de 3,55 à 4,9 mm et les femelles de 4,2 à 6,7 mm.
C'est une araignée arachnophage.

## Publication originale
- Lucas, 1846 : Histoire naturelle des animaux articulés. Exploration scientifique de l'Algérie pendant les années 1840, 1841, 1842 publiée par ordre du Gouvernement et avec le concours d'une commission académique. Paris, Sciences physiques, Zoologie, vol. 1, p. 89-271.